# Платачи
Платачи (итал. Plataci) — коммуна в Италии, располагается в регионе Калабрия, подчиняется административному центру Козенца.
Население составляет 920 человек, плотность населения составляет 18 чел./км². Занимает площадь 52 км². Почтовый индекс — 87070. Телефонный код — 0981.
Покровителем коммуны почитается Иоанн Предтеча, празднование в последнее воскресение сентября.